# Cá bò một gai lưng
Cá bò da (Danh pháp khoa học: Aluterus monoceros) là một loài cá nóc thuộc họ Monacanthidae trong bộ cá nóc. Loài này còn được biết đến với tên gọi Cá bò giấy hay còn gọi là cá bò một gai lưng. Cá bò da là một trong số những đặc sản được nhiều người ưa thích bởi chúng có thịt thơm ngon, ít xương.

## Đặc điểm
Thân có hình oval, thoi dài và dẹp bên với miệng nhọn dài, mặt nghiêng, miệng của con lớn lồi lên phía trên, phía dưới lõm. Vảy nhỏ, da nhám, miệng bé, răng dính liền với nhau tạo thành mỏ. Miệng nhỏ mở phía trên đường trung tâm, răng mạnh vừa phải, 6 chiếc ở hàng ngoài của hàm trên, 6 hoặc ít hơn ở hàng ngoài của hàm dưới. Mang mở một khe nhỏ ở bên của bệ ngực. Màu xám nhạt tới nâu xám, chấm nâu và vết nâu ở phía trên, vây lưng và vây hậu môn màu nâu vàng nhẹ, màng đuôi nâu đậm.
Vây lưng thứ nhất ở ngay trên giữa mắt giống như 1 gai lớn, Ngoài ra còn có 1 gai con thoái hóa khó tìm thấy, vây lưng thứ hai và vây hậu môn có hình dáng giống nhau và tia của chúng không phân nhánh, không có gai vây bụng nên còn gọi là cá Nóc không gai bụng. Vây đuôi ngắn hơn nhiều so với chiều dài đầu, trên gai vây lưng không có các gai nhỏ, toàn thân màu xám nhạt có những đốm màu nâu sẫm ở trên thân, các vây màu vàng. Kích cỡ khai thác 200 – 300 mm.
Loại cá này con lớn nặng hơn một ký, thân có hình thoi, da màu nâu. Khi lột da, nhìn bề ngoài thịt cá khô bóng, có màu trắng trong. Loài cá bò này thịt cá trắng phau, lại thơm, ngon, ngọt và dai như thịt gà, trông hấp dẫn nên được nhiều người ưa thích. Đặc biệt, xương cá là loại xương sụn, rất mềm. Với những ai thiếu chất calci, nên ăn luôn xương cá để bổ sung calci cho cơ thể.

## Tập tính
Cá sống ở vùng có đá độ sâu 0 – 50 m, vùng nhiệt đới. Thỉnh thoảng chúng có trong vùng nước cạn cạnh những dốc đá. Một mình hoặc từng đôi, đôi khi nhóm 5 hoặc 6, ít nhất sâu hơn 10 mét. Cá nhỏ là cá nổi, thường thấy ở bên dưới những vật trôi nổi. Cá nhỏ thường ở gần những con sứa lớn, gần bờ đá. Cá lớn có thể ẩn mình ở những phiến đá gần những bờ đá trong vùng nước sâu. Những lúc khác, con lớn có thể tạo đàn bên dưới những đám rong thường tạo thành trong mùa mưa. Chúng ăn sinh vật đáy.

## Ẩm thực
Ở Việt nam cá bò giấy nhỏ có nhiều ở vùng biển miền Trung, nhưng gần đây cạn kiệt. Cá lớn có ở miền Trung và miền Nam nhưng số lượng không lớn. Cá bò da tươi mua về được lấy nội tạng, lột sạch da. Cá chế biến thành nhiều món. Ở biển, khi cá bò da nhiều, người dân ở đây thường làm món phơi khô, ép thành miếng. cá tươi lột da rồi lấy phần thịt trắng trong, tẩm gia vị phơi khô, đem ép cán ra thành từng bánh có hình tròn rồi cho vào bì. Món này khi ăn phải nướng lửa than.
Ngoài món ép phơi khô, khách xa đến các làng biển thích nhất là món cá bò da nướng tươi. Cá nướng cũng làm sạch da và phải để nguyên con mới ngon. Tùy theo sở thích mà có thể ướp muối ớt trực tiếp lên con cá rồi nướng trên than lửa, cũng có thể lấy lá chuối, giấy bạc quấn con cá chưa tẩm gia vị rồi nướng. Cá bò có thể chế biến món kho, ăn dẻo rất ngon, không thua gì cá lóc kho tộ.